# اچ‌ام‌اس آنداین (ان۴۸)
اچ‌ام‌اس آنداین (ان۴۸) (به انگلیسی: HMS Undine (N48)) یک زیردریایی بود که طول آن ۵۸٫۲۲ متر (۱۹۱٫۰ فوت) بود. این زیردریایی در سال ۱۹۳۷ ساخته شد.